# U505 (潜水艦)
|          |                                                                                              |
| 艦歴     |                                                                                              |
| 計画     | 1939年9月25日                                                                                |
| 起工     | 1940年6月12日                                                                                |
| 進水     | 1941年5月24日                                                                                |
| 就役     | 1941年8月26日                                                                                |
| その後   | 1944年6月4日、南大西洋で米海軍により捕獲。1954年9月博物館船                                  |
| 除籍     |                                                                                              |
| 性能諸元 |                                                                                              |
| 排水量   | 水上1,120ｔ、水中1,232ｔ                                                                     |
| 全長     | 76.80m、耐圧殻長58.70m                                                                       |
| 全幅     | 6.90m、耐圧殻幅4.40m                                                                         |
| 吃水     | 4.70m                                                                                        |
| 機関     | 水上：ディーゼル MAN M9V40/46過給機付き9気筒 2基 4,400hp(3,281kW)2軸                         |
| 速力     | 水上：19.0kt(35.0km/h) 水中：7.3kt(13.5km/h)                                                 |
| 航続距離 | 水上：25,620海里(47,450km)（10ノットで） 水中：117海里(217km)（4ノットで）                   |
| 燃料     |                                                                                              |
| 乗員     | 48-56名                                                                                      |
| 兵装     | 53.3cm魚雷発射管x6（艦首4、艦尾2 搭載魚雷22本） 45口径105mm単装砲1門（弾薬110発） 対空機関砲 |
| 備考     | 試験潜航深度：230m                                                                           |

U505は第二次世界大戦中に建造されたドイツ海軍のIXC型潜水艦の1隻である。1944年6月4日にアメリカ海軍第22.3任務群に捕獲され、押収された暗号表やその他の機密資料は連合国軍の暗号解読作業の助けとなった。
1名を除いて「U505」の乗組員全員がアメリカの任務群により救助され、艦は秘密裏にバミューダ諸島へ曳航されていった。米海軍はドイツ側へこの出来事が露見することを防ぐために潜水艦捕獲の事実を極秘扱いとし、米軍の捕虜として抑留された艦の乗組員は、国際赤十字社による接見も禁じられた。
1954年に「U505」は、イリノイ州、シカゴのシカゴ科学産業博物館へ寄贈され、現在は博物館船となっている。
「U505」は、第二次世界大戦中に連合国軍により捕獲された6隻のUボートの中の1隻であり、博物館船として現存する4隻の第二次世界大戦時のドイツの大型潜水艦の中の1隻である。現存する唯一のIXC型潜水艦でもある。

## 捕獲に至るまでの艦歴
「U505」は1940年6月12日にハンブルクのドイチェ・ヴェルフト社（Deutsche Werft AG）で起工され、1941年5月25日に進水。8月26日にアクセル＝オーラフ・レーヴェ（Axel-Olaf Loewe）大尉指揮の下で就役した。1942年9月6日にレーヴェはペーター・ツェッヘ（Peter Zschech）大尉へ指揮を譲り、1943年10月24日からパウル・マイヤー（Paul Meyer）中尉が約2週間指揮を執り、11月8日にハラルト・ランゲ（Harald Lange）中尉が引き継いだ。その後ランゲは1944年6月4日に捕獲されるまで艦長を務めた。
「U505」は、12回の哨戒を実施し、合計44,962トンに上る8隻の船舶を撃沈した。この内訳は、3隻が米国船、2隻が英国船、ノルウェー船、オランダ船、コロンビア船が各1隻であった。

### 第1回哨戒
1941年8月26日から1942年1月31日までの第4潜水隊群での訓練演習に続いて、「U505」は2月1日から第1線のUボートとして第2潜水隊群に配属されたが、1月19日にキールを出港した時（公式にはまだ訓練中であった）から最初の哨戒は始まっていた。16日間に渡りブリテン諸島の周りを哨戒し、2月1日にロリアンに入港した。「U505」は、この最初の哨戒で1隻の敵船舶も発見せず、攻撃もしなかった。

### 第2回哨戒
「U505」は、1942年2月11日に第2回哨戒へ向けてロリアンを出港した。86日間でアフリカの西海岸を南下し、そこで初の戦果を挙げた。１カ月以内に「U505」は英国船「Benmohr」、ノルウェー船「Sydhav」、米国船「West Irmo」とオランダ船「Alphacca」の合計25,041トンを撃沈した。4月18日に中部大西洋で連合国軍機から攻撃を受けたが、ほとんど被害は無かった。

### 第3回哨戒
「U505」は1942年6月7日に第3回哨戒へ向けて母港のロリアンを出港した。この哨戒期間中に「U505」はカリブ海へ赴き、そこで米国船「Sea Thrush」、「Thomas McKean」とコロンビア船「Urious」を撃沈し、一度も攻撃を受けることなく80日間の哨戒任務を終えて8月25日にロリアンに帰港した。
この哨戒任務後にローヴェ大尉が病気になり陸上勤務に配置転換されたため、ツェッヘ大尉が「U505」艦長に就任した。

### 第4回哨戒
「U505」の第4回哨戒には南米北部の沿岸での哨戒が含まれていた。1942年10月4日にロリアンを出港し、11月7日にベネズエラ沖で英船「Ocean Justice」を沈めた。11月10日にトリニダード島近くで「U505」は、低空爆撃を仕掛けてきた英空軍第53飛行隊（No. 53 Squadron）所属のロッキード ハドソン爆撃機の奇襲を受け、投下された250-ポンド (110 kg)爆弾の1発は着水直前に甲板の真上で炸裂した。この爆発により司令塔内部にいた当直士官が死亡、もう1名が負傷し、対空機関砲が甲板から引きちぎられ、艦の耐圧殻に甚大な損傷を被った。ハドソン機の方は爆弾の炸裂による破片で損傷し、「U505」近くの洋上に墜落して搭乗員は死亡した。排水ポンプは作動せず、機関室の数箇所から浸水していた。ツェッヘ艦長は乗組員に艦を放棄するように命じたが、機関員たち（Otto Fricke曹長率いる）は艦の修復を試みるように主張し、洋上でのほぼ2週間に渡る修理により艦を潜水可能な状態にすることができた。補給潜水艦「ミルヒクー」（Milchkuh、「乳牛」の意）の「U462」へ負傷した当直士官を移乗させるとU-505は出力を絞りながらのろのろとロリアンへの帰路につき、「最も甚大な損傷を受けて帰還したUボート」という栄誉を賜った。

### 中止される哨戒
ロリアンでの6カ月間の修理後、「U505」は5回目の哨戒へ出発した。1943年7月1日にロリアンを出港したが、3隻の英海軍の駆逐艦に30時間以上も付きまとわれて僅か13日後に戻ってきた。この遭遇で「U505」はそれほど酷い損傷は負っていなかったが、修理のためにフランスへ戻らねばならなかった。「U505」の続く4回の哨戒は、機器の故障とフランスのレジスタンス（French Resistance）のために働くフランス人造船所従業員のサボタージュにより全て洋上に出て僅か数日で中止しなければならなかった。発見された破壊工作には、電気系統やレーダー装置へのサボタージュ、ディーゼル燃料タンクへの故意の穴あけや修理を担当したフランス人組立工による不完全な溶接があった。このようなことが多々発生したために「U505」はロリアンの基地中で冗談のネタにされるようになった。ある哨戒中止から帰港すると「U505」の乗組員は自艦の係留位置に「U505の狩猟場」と書かれているのを発見した。数多くのUボートが沈んでいったこの時期に「U505」の艦長ツェッヘ大尉は他のUボート艦長が口にする冗談を耳にした。「常に帰還する艦長・・・その名はツェッヘ。」。

### 第10回哨戒 - ツェッヘの自殺
ロリアンで10カ月を過ごし「U505」は、不吉な運命と低下した士気を払拭するために10回目となる大西洋の哨戒へ出発したが、1943年10月24日にビスケー湾を通過してさほど行かないアゾレス諸島の東で英国の駆逐艦に発見され、潜航を強いられ、激しく長い爆雷攻撃に耐えねばならなくなった。
激しい攻撃を受けている間、ツェッヘ大尉は重圧に耐えかね、艦の司令区画の中の乗組員の眼前で自らの頭を撃ち抜き自殺を図った。先任士官のパウル・マイヤーが素早く指揮を執り、続く攻撃を乗り越えて最小限の損傷で艦を港まで連れ戻した。機敏な機知を発揮したにもかかわらずマイヤーは海軍当局から「全ての責を免じる」とされたのみで、何の受勲も無かった。ツェッヘは、長時間の爆雷攻撃のストレスに起因して潜水中に自殺を図った歴史上で初の、そして指揮すべき艦が戦闘の只中にいる間に自殺を図った唯一の潜水艦乗りとして記録された。後述のように「U505」は最後の任務の時、乗組員が損傷した艦を放棄する際に艦を適切に自沈させ損なうという失態を犯すことになるが、この艦長自殺事件により顕わとなった士気の低下とお粗末な指揮能力の影響が、失態の遠因となったと専門家は推定している。

### 第11回哨戒
艦長の職はツェッヘからハラルト・ランゲ中尉に取って代わられ、「U505」の第11回哨戒は1943年のクリスマスの日に始まった。1月2日には早々とロリアンへ戻ってきたが、これは12月28日にビスケー湾でイギリス巡洋艦に撃沈されたドイツ水雷艇「T25」の乗組員23名を救助したためであった。

## 第12回哨戒と捕獲

### 対潜水艦タスクフォース
ドイツの暗号電文解読を行う情報機関ウルトラ（Ultra）は、連合国軍にUボートがカーボベルデ周辺で活動していることを報じたが、その正確な位置は明らかにされなかった。米海軍はダニエル・V・ギャラリー（Daniel V. Gallery）大佐が指揮する「ハンター＝キラー」グループの第22.3任務群を派遣した。この任務群は、ギャラリー指揮の護衛空母「ガダルカナル」とフレデリック・S・ホール（Frederick S. Hall）指揮の5隻の護衛駆逐艦「ピルスベリー（Pillsbury）」、「ポープ（Pope）」、「フラハーティ（Flaherty）」、「チャタレイン（Chatelain）」、「ジェンクス（Jenks）」で構成されていた。1944年5月15日に第22.3任務群はノーフォークを出港し、5月の終わりからこの海域で「ハフ・ダフ」を使用した探査、航空と海上哨戒を駆使したUボートの探索を開始した。

### 探知と攻撃
1944年6月4日11:09時に第22.3任務群は、リオ・デ・オロの沖合い約150浬の北緯21度30分 西経19度20分 / 北緯21.500度 西経19.333度の地点で「U505」をソナーで探知した。ソナー探知は「チャタレイン」の艦首右舷の僅か800ヤード (700 m)の地点で、護衛駆逐艦が即座に探知地点に急行する一方で、「ガダルカナル」は最大戦速でその場を離れ、既に離艦していたグラマン F4F ワイルドキャット機とグラマン TBM アヴェンジャー機に合流させるために1機のF4F ワイルドキャット機を発艦させた。
「チャタレイン」は「U505」に接近しすぎており、爆雷を投下して攻撃するには沈降速度が追いつかないため、潜水艦の上を航過する前にヘッジホッグを投射してから続いて爆雷攻撃を加えるために回頭した。この時点で1機の航空機が上空から「U505」を視認し、位置を指し示すために海面に向けて発砲する一方で、「チャタレイン」が爆雷を投下した。爆雷が爆発した直後に海面に多量のオイルが広がり、戦闘機パイロットが無線で「オイルに命中！ 潜水艦は浮上中！」と報告するのが聞こえてきた。「チャタレイン」の最初の攻撃開始から7分もしない内に、酷く損傷した「U505」が600メートル (700 yd)も離れていない地点に浮上した。「チャタレイン」は即座に使用可能な全ての兵装で「U505」に対し砲撃を始め、任務群の他の艦と2機のF4F ワイルドキャット機も同様に攻撃を加え始めた。
「U505」は重大な損傷を負ったと信じられたため、ランゲ中尉は総員退艦を命じた。この命令は非常に迅速に履行されたため、幾つかのバルブは開かれたものの自沈作業は完了しておらず、エンジンも稼動したままであった。エンジンが稼動し続け、爆雷により舵が損傷していたために「U505」は約7ノット (13 km/h)の速度で時計回りに円を描いて航走し続けた。回頭して自艦の方へ向かってきたUボートを見て、潜水艦が攻撃態勢を整えていると信じ込んだチャタレインの指揮官は魚雷1発を発射するように命じたが、この魚雷は外れ、今や放棄された「U505」の前方を通過して行った。

### 引き揚げ作戦

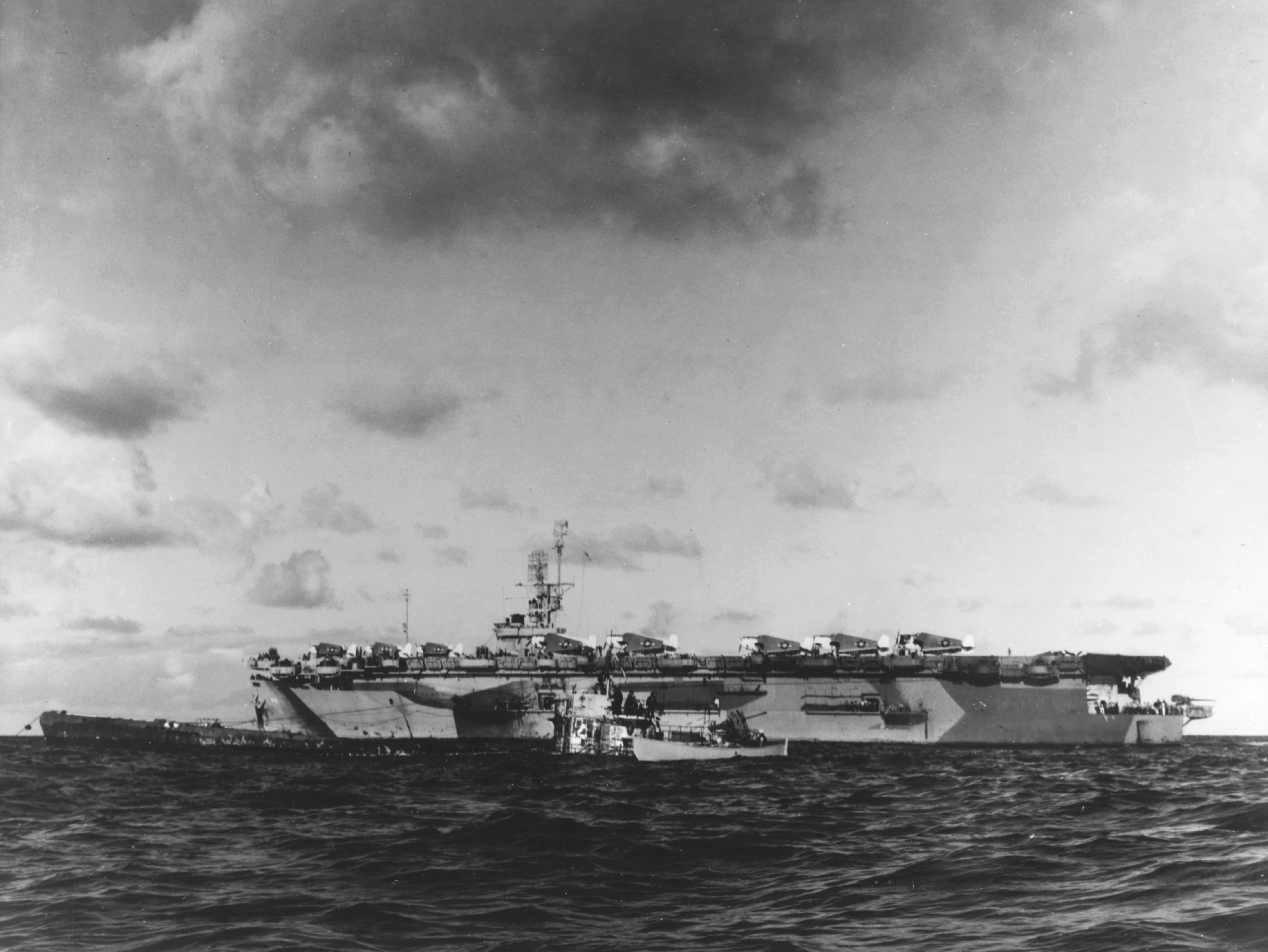
捕獲した「U505」の横に停泊する「ガダルカナル (護衛空母)」

「チャタレイン」と「ジェンクス」が生存者を救助している間に、「ピルスベリー」からボートに乗って派遣されたアルバート・デイヴィッド少尉（Lieutenant (jg) Albert David）率いる8名の一団が「U505」に移乗し、司令塔（conning tower）を通って潜水艦の内部へ入った。甲板上で1名が死亡していた（この戦闘での唯一の犠牲者）が、「U505」にはその他は誰も残っていなかった。この移乗班は海図と暗号表を確保し、自沈用バルブの閉鎖、自爆用爆破装置の解除を行った。これらの措置で海水の流入は止まり、低位の浸水と艦尾側への傾斜は見られたが、「U505」は浮いていた。移乗班は、稼動し続けていたエンジンも停止させた。
移乗班が「U505」を確保する一方で「ピルスベリー」は潜水艦を曳航しようとしていたが、両艦は衝突を繰り返し、3つの区画で浸水を引き起こした挙句「ピルスベリー」は「U505」から離れた。その代わりに「ガダルカナル」から2番目の移乗班が派遣され、曳航索で「ガダルカナル」と「U505」を繋ぎ留めた。
アール・トロジーノ（Earl Trosino）中佐（「ガダルカナル」の機関長）が引き揚げ班に合流し、「U505」のディーゼルエンジンを潜水航行用電動機から切り離す一方で、電動機をスクリューシャフトに繋いだままの状態にした。「ガダルカナル」に曳航されて潜水艦が動くと水流でスクリューが回り、シャフトを回転させることで電動機を駆動し、電動機は発電機の役割を果たすことで「U505」のバッテリーに充電した。バッテリーからの電力で「U505」のポンプが自沈の試みによる浸水を排水し、エアコンプレッサーがバラストタンクから排水することで艦を完全浮上の状態まで復帰させた。
3日間曳航した後で「ガダルカナル」は「U505」を艦隊曳船「アブナキ（Abnaki）」へ引き渡し、1944年6月19日に「U505」は1700浬の曳航の末にバミューダ諸島のポートローヤル・ベイ（Port Royal Bay）に入港した。
これは米海軍にとり米英戦争以来の海上での敵艦の捕獲であった。捕虜となった「U505」の乗組員58名中、3名（ランゲ艦長を含む）が負傷し、乗組員中の唯1名のみが戦闘で死亡した。
「U505」の乗組員は、ルイジアナ州のラストン（Ruston）近郊にあるラストン捕虜収容所（Camp Ruston）に収容された。警備兵には米海軍の野球チームのメンバーが含まれており、ほとんどが以前は戦場へ赴いて兵員を楽しませていたマイナーリーグのプロの野球選手で構成されていた。選手たちは「U505」の水兵の何人かに野球を教えた。

## 収穫
「U505」で押収された暗号資料には、特別な「座標」コード、1944年6月分の通常と将校（Offizier）用のエニグマ暗号機の設定、現在の短期天候暗号表と短電文暗号表と各々7月と8月分を有効化するための隣接2文字テーブルが含まれていた。
「U505」から押収された資料は1944年6月20日にブレッチリー・パークに到着した。猛烈な暗号解読作業（電気機械式"bombes"装置の多用を含めて）により連合国側はほとんどのエニグマ暗号機の設定を解読することに成功していた一方で、Uボート用の暗号機の設定を入手することでその他の暗号鍵にも応用することができた。設定の解読ができたのは6月末までであったが、天候と短電文暗号表と隣接2文字テーブルを入手したことでそれ以降の解読作業は遥かに容易となった。
ドイツ側の電文中で使用される「座標」暗号には実際の場所を示すために更なる安全対策が追加されていたが、今回の捕獲により連合国側はUボートの作戦海域のより正確な場所の特定が可能となった。連合国軍の指揮官はハンター＝キラー・タスクグループにこれらの判明したUボートの位置情報を送り、敵の活動を壊滅させた。
「U505」を捕獲し曳航して戻ったことは、（単に暗号表を押収した後に沈んだということよりも）ウルトラの機密を危険に晒すことになると考えられた。アメリカ海軍作戦部長のキング提督は、ギャラリー大佐を軍法会議にかけることを考えた。秘密を保持するためにUボートが捕獲されたことを知る捕虜となった乗組員は、その他の戦争捕虜からは隔離され、赤十字社による面会も禁止された。後にドイツ海軍は乗組員の戦死を公示し、家族にもその旨を通知した。ドイツ人乗組員の最後の一人は、1947年まで帰国できなかった。
拿捕部隊を指揮したデイヴィッド少尉は名誉勲章を授与されたが、これは第二次世界大戦の大西洋艦隊に所属した兵員の中では唯一の受勲であった。デイヴィッド少尉に続いて潜水艦に乗り込んだ最初の2名の魚雷担当3等航海士（Torpedoman's  Mate Third Class）アーサー・W・ニスペル（Arthur W. Knispel）と通信担当2等航海士（Radioman Second Class）スタンレー・E・ウドイワク（Stanley E. Wdowiak）は、海軍十字章を、拿捕部隊の一員であったアーネスト・ジェームズ・ビーヴァー（Earnest James Beaver）水兵（Seaman 1C）は、海軍銀星章（Silver Star of the Navy）を授与された。トロジーノ中佐は勲功章（Legion of Merit）を、作戦を立案し実行したギャラリー大佐は殊勲章（Distinguished Service Medal）を授与された。
任務群自体は、大統領感状（Presidential Unit Citation）を授与された。米海軍大西洋艦隊最高司令官のローヤル・E・インガソール（Royal E. Ingersoll）提督は、タスクグループについて「1944年6月4日の東大西洋海域の対潜水艦作戦に於ける類まれなる勲功は、ドイツ潜水艦「U505」への攻撃、拿捕、捕獲したときに・・・外洋での戦闘で近代的な敵艦を無力化、捕獲し米海軍基地まで曳航してきたタスクグループの素晴らしい功績は、米海軍の歴史における個人、グループが発揮した勇猛さ、実行力により達成された前例の無い偉業である。」と述べた。
「U505」はバミューダの海軍基地に保管され、海軍情報部と技術部の将校による広範囲な検分が行われた。そこで判明したものの幾つかは、戦後の米海軍のディーゼル潜水艦に取り入れられた。U-505が捕獲されたのではなく沈没したという誤解を抱かせ続けるために、この潜水艦には臨時に「ネモ」（USS Nemo）という艦名が与えられた。

## 博物館船

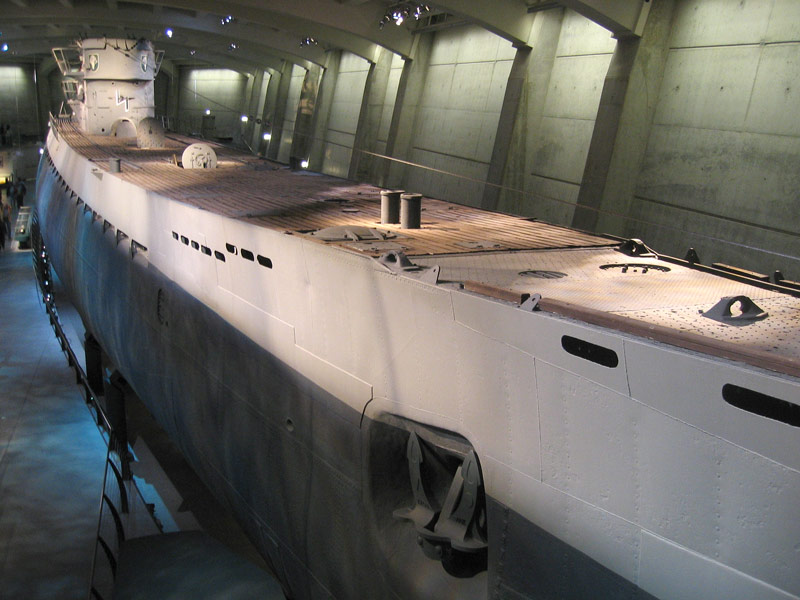
イリノイ州、シカゴのシカゴ科学産業博物館に展示されている「U505」

戦後、海軍当局は「U505」の利用価値を見出せず、バミューダで完全に検分された後はポーツマス海軍造船所で放置されていたが、砲撃と魚雷訓練の標的艦として処分されることが決まった。1946年に（今や提督になっていた）ギャラリーは、兄弟のファーザー・ジョン・ギャラリー（Father John Gallery）にこの計画のことを話し、ファーザー・ジョンはシカゴ科学産業博物館（MSI）の館長レノックス・ロール（Lenox Lohr）に連絡を取り、「U505」に興味があるかを打診した。MSIはシカゴの実業家ジュリアス・ローゼンウォルドにより「産業の啓蒙」と公共の科学教育を目的として双方向展示に特化した博物館として設立された。MSIが既に潜水艦の展示計画を持っていたことから「U505」の購入は理想的であった。1954年9月3日「U505」は米国政府からシカゴに寄贈され、「U505」の移送と設置のためのシカゴ住民からの寄付金は25万USドルにも上った。1954年9月24日に「U505」は、博物館の常設展示物と2度の大西洋の戦いで戦死した全ての海軍軍人に捧げられた戦争記念碑として公開された。
博物館に寄贈されることになるまで「U505」は、ほぼ10年間ポーツマス海軍造船所で放置され、艦内からはあらゆる取り外し可能な部品が剥ぎ取られており、展示できるような状態ではなかった。
ギャラリー提督は、可能性のある解決策を提示した。この助言に従いロールは「U505」のオリジナル部品を供給したドイツのメーカーに連絡を取り、代替部品の供給を依頼した。ギャラリーは自伝『Eight Bells and All's Well』の中で、自身と博物館にとり驚くべきことにあらゆるメーカーが依頼した部品を無料で提供してくれ、実際にほとんどの手紙の中で「我々のUボートを維持してくださり申し訳ありません。そちらの地にあって長い期間が経ていますが、その艦がドイツの技術の栄誉の証となることを期待しております。」といった旨が記されていたことを書いている。
1989年に「U505」はアメリカ合衆国国定歴史建造物に認定されたが、2004年には潜水艦の外装は天候の影響で酷く劣化していたため、2004年4月に博物館はUボートを新しい地下の空調施設の有る場所に移設された。現在は屋内の自然の影響から保護された状態で修復された「U505」の一般公開は、2005年6月5日に再開された。

## ギャラリー

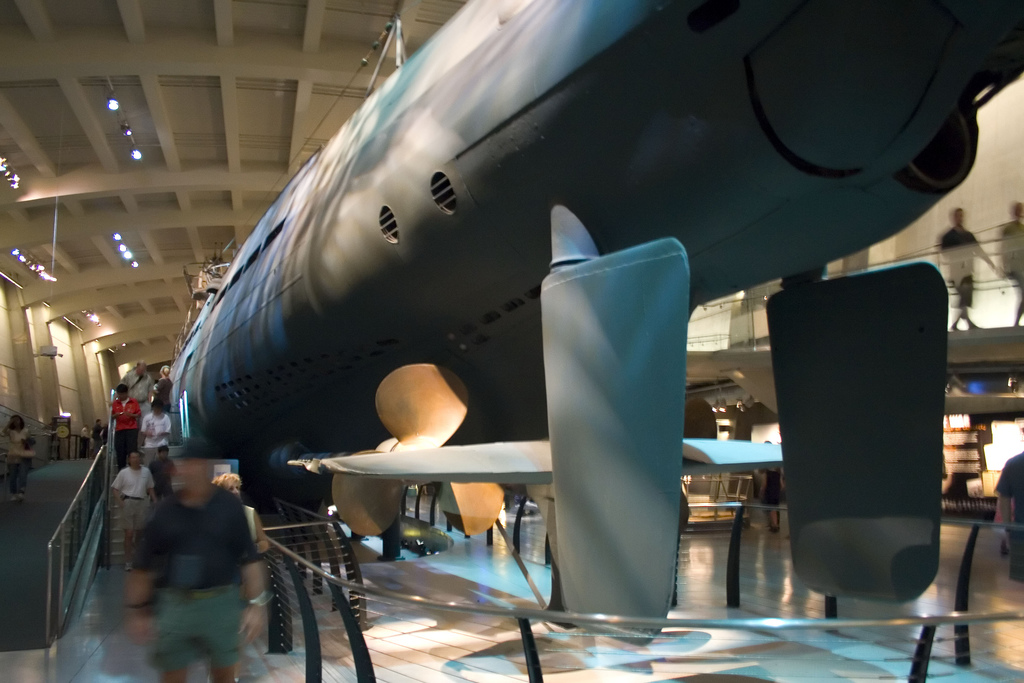
「U505」の艦尾下部
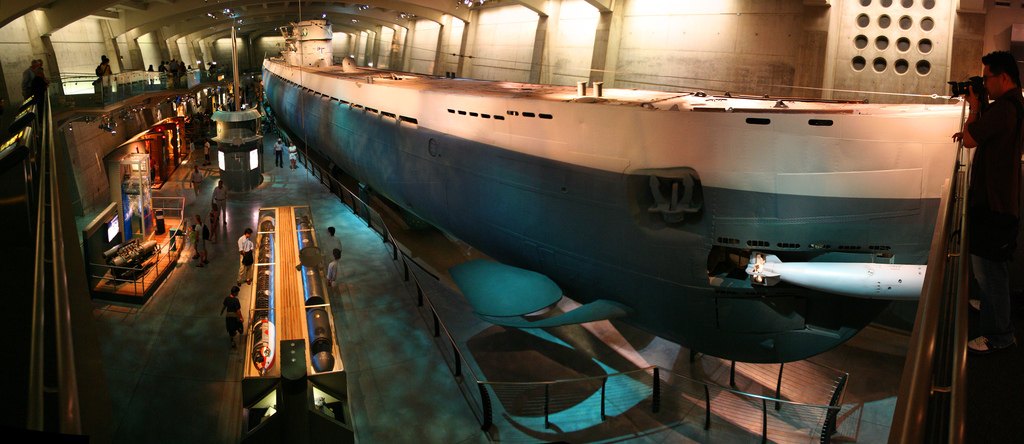
広角で捉えた「U505」
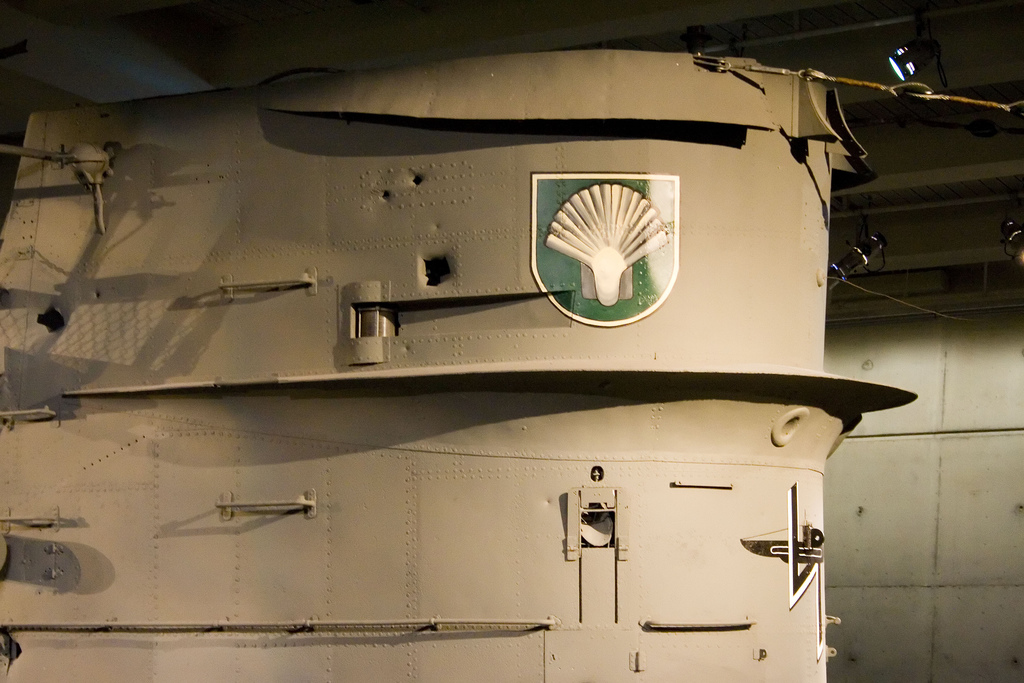
所属した潜水隊群のバッジが描かれた「U505」の司令塔

## 大衆文化にて
「U505」の乗組員が捕虜となった物語はゲーリー・ムーア（Gary Moore）の著書『Playing with the Enemy: A Baseball Prodigy, a World at War, and a Field of Broken Dreams.』に記されている。『Playing with the Enemy』の映画が製作中であり、2011年に公開の予定となっている。
ジョン・チャタートン（John Chatterton）は、当時正体不明であった沈没したU-869の残骸に潜るための予行演習の一環として繰り返し「U505」の見学に訪れた。これはIX型Uボートの艦内配置の様子を把握することに役立ち、チャタートンの潜水作業の安全性と作業効率の改善に寄与した。
2010年6月の新聞漫画『ディック・トレーシー』（Dick Tracy）の中で探偵が科学博物館の中で司令塔に"505"と描かれているドイツの潜水艦に隠れている悪漢を見つける。

### 戦時中に捕獲されたUボート
- U110
- U570、後に英海軍の「グラフ」
- U559
- U744
- U1024

### 現存するUボート
- UB46
- U534
- U995
- U2540

### その他
- ウルトラ（Ultra）
- U-571（映画）
- Uボートの一覧（List of U-boats）

### 推奨文献
- Gallery, Daniel V. (1965). Eight Bells and All's Well. New York: W.W. Norton & Company.
- Gallery, Daniel V. (1978). U-505. New York: Warner Books. ISBN 0-446-32012-9
- Goebeler, Hans, with Vanzo, John. (2004) Steel Boat, Iron Hearts: A U-boat Crewman's Life aboard U-505. Savas Beatie LLC, New York, NY.
- Harris, Wesley. (2006). Fish Out of Water: Nazi Submariners as Prisoners in North Louisiana During World War II. RoughEdge Publications.
- Kohnen, David. “Tombstone of Victory: Tracking the U-505 From German Commerce Raider to American War Memorial, 1944-1954” in The Journal of America’s Military Past (Winter 2007).
- Kohnen, David. Commanders Winn and Knowles: Winning the U-boat War with Intelligence, 1939-1943 (Enigma Press, 1999).
- Kohnen, David.  “F-21 and F-211: A Fresh Look into the Secret Room” in Randy C. Bolano and Craig L. Symonds, ed., New Sources in Naval History: Selected Papers from the Fourteenth Naval History Symposium (Naval Institute, 2001).
- Moore, Gary W. (2006) Playing with the Enemy: A Baseball Prodigy, a World at War, and a Field of Broken Dreams. Savas Beatie LLC, New York, NY.
- Savas, Theodore P., Editor. (2004) Hunt and Kill: U-505 and the U-boat War in the Atlantic. Savas Beatie LLC, New York, NY.